# Scopula anaitaria
Scopula anaitaria là một loài bướm đêm trong họ Geometridae.